# Episodi di The Millionaire (sesta stagione)
La sesta stagione della serie televisiva The Millionaire è andata in onda negli Stati Uniti dal 15 settembre 1959 al 7 giugno 1960 sulla CBS.
| nº | Titolo originale                    | Prima TV USA      |
| -- | ----------------------------------- | ----------------- |
| 1  | Millionaire Mark Fleming            | 15 settembre 1959 |
| 2  | Millionaire Harry Brown             | 22 settembre 1959 |
| 3  | Millionaire Lorraine Daggett        | 29 settembre 1959 |
| 4  | Millionaire Phillip Burnell         | 6 ottobre 1959    |
| 5  | Millionaire Doctor Joseph Frye      | 20 ottobre 1959   |
| 6  | Millionaire Jim Hayes               | 27 ottobre 1959   |
| 7  | Millionaire Maureen Reynolds        | 3 novembre 1959   |
| 8  | Millionaire Jeff Mercer             | 10 novembre 1959  |
| 9  | Millionaire Tom Hampton             | 18 novembre 1959  |
| 10 | Millionaire Sergeant Matthew Brogan | 24 novembre 1959  |
| 11 | Millionaire Mitchell Gunther        | 1º dicembre 1959  |
| 12 | Millionaire Andrew C. Cooley        | 8 dicembre 1959   |
| 13 | Millionaire Nancy Pearson           | 15 dicembre 1959  |
| 14 | Millionaire Jackson Greene          | 22 dicembre 1959  |
| 15 | Millionaire Timothy Mackail         | 29 dicembre 1959  |
| 16 | Millionaire Elizabeth Tander        | 5 gennaio 1960    |
| 17 | Millionaire Sylvia Merrick          | 12 gennaio 1960   |
| 18 | Millionaire Whitney Ames            | 19 gennaio 1960   |
| 19 | Millionaire Janie Harris            | 26 gennaio 1960   |
| 20 | Millionaire Margaret Stoneham       | 2 febbraio 1960   |
| 21 | Millionaire Jerry Mitchell          | 9 febbraio 1960   |
| 22 | Millionaire Sandy Newell            | 16 febbraio 1960  |
| 23 | Millionaire Larry Maxwell           | 1º marzo 1960     |
| 24 | Millionaire Karen Summers           | 8 marzo 1960      |
| 25 | Millionaire Jessica March           | 15 marzo 1960     |
| 26 | Millionaire Julie Sherman           | 22 marzo 1960     |
| 27 | Millionaire Tony Rogers             | 29 marzo 1960     |
| 28 | Millionaire Susan Johnson           | 5 aprile 1960     |
| 29 | Millionaire Nancy Cortez            | 12 aprile 1960    |
| 30 | Millionaire Katherine Boland        | 19 aprile 1960    |
| 31 | Millionaire Mara Robinson           | 26 aprile 1960    |
| 32 | Millionaire Dixon Cooper            | 3 maggio 1960     |
| 33 | Millionaire Vance Ludlow            | 10 maggio 1960    |
| 34 | Millionaire Peter Longman           | 24 maggio 1960    |
| 35 | Millionaire Maggie Dalton           | 31 maggio 1960    |
| 36 | Millionaire Patricia Collins        | 7 giugno 1960     |

## Millionaire Mark Fleming
- Prima televisiva: 15 settembre 1959

### Trama
- Interpreti: Edit Angold (Zia Gerda), Anna-Lisa (Stella Boisvert), Nelson Leigh (Mr. Voohees), Celia Lovsky (Mme. Boisvert), Martin Milner (Mark Fleming), Norbert Schiller (Hans), Tido Fedderson (Woman Leaving Embassy)

## Millionaire Harry Brown
- Prima televisiva: 22 settembre 1959

### Trama
- Interpreti: Marcia Henderson (Mrs. Brown), Charles Herbert (Bobby), Dean Miller (Harry Brown), Judy Nugent (Betty Lou), Jack Straw (George), Tido Fedderson (Womens Club Member)

## Millionaire Lorraine Daggett
- Prima televisiva: 29 settembre 1959

### Trama
- Interpreti: Charles Aidman (Daggett), Nicholas Georgiade (Rios), Jack Lambert (Norman Obara), Lori Nelson (Lorraine Daggett), Richard Shannon (Cagle), Tido Fedderson (Police Secretary)

## Millionaire Phillip Burnell
- Prima televisiva: 6 ottobre 1959

### Trama
- Interpreti: Scott Forbes (Phillip Burnell), Linda Leighton (Betty), Susan Oliver (Cathy Burnell), Angela Stevens (Marian), Tido Fedderson (Woman Driving Car)

## Millionaire Doctor Joseph Frye
- Prima televisiva: 20 ottobre 1959

### Trama
- Interpreti: Tod Andrews (dottor Joseph Frye), Jean Carson (Marie), Frank Gorshin (Hal), Frances Helm (infermiera Julie Frye)

## Millionaire Jim Hayes
- Prima televisiva: 27 ottobre 1959

### Trama
- Interpreti: Phyllis Avery (Shelley Hayes), Tommy Noonan (Jim Hayes), Ruth Perrott (Mrs. Mowery), Tido Fedderson (Secretary)

## Millionaire Maureen Reynolds
- Prima televisiva: 3 novembre 1959

### Trama
- Interpreti: Robert Fortier (Scott Reynolds), David Fresco (esercente dell'hotel), Martin Garralaga (Swega), Marshall Thompson (Bill Anderson), A.G. Vitanza (tassista), Christine White (Maureen Reynolds), Tido Fedderson (ospite Hotel)

## Millionaire Jeff Mercer
- Prima televisiva: 10 novembre 1959

### Trama
- Interpreti: Toni Gerry (Susan Mercer), Dennis Kohler (Jeff Mercer), Peter Marshall (Harry Mercer), Tido Fedderson (Pacific Palisades Ocean Park Patron)

## Millionaire Tom Hampton
- Prima televisiva: 18 novembre 1959

### Trama
- Interpreti: Ann Baker (Shirley), William Campbell (Tom Hampton), Clark Howat (Mr. Clark), Laurie Mitchell (Julie), Frances Morris (Mrs. Clark)

## Millionaire Sergeant Matthew Brogan
- Prima televisiva: 24 novembre 1959

### Trama
- Interpreti: Ron Ely (Phillips), Bert Freed (sergente Matt Brogan), Rex Holman (Carillo), June Kenney (Janie)

## Millionaire Mitchell Gunther
- Prima televisiva: 1º dicembre 1959

### Trama
- Interpreti: David Alpert (Defense Attorney), Steve Brodie (Ray Wilson), Frank Gerstle (Ross Marshall), Joe Kerr (giudice), Harry Townes (Mitchell Gunther), June Vincent (Louise McCall), Tido Fedderson (passeggero del treno)

## Millionaire Andrew C. Cooley
- Prima televisiva: 8 dicembre 1959

### Trama
- Interpreti: Andy Clyde (Andrew Cooley), John Gallaudet (John Walters), Edmund Penney (Roger Carter), Joan Taylor (Mary Ann Wilson), Frank Wilcox (Harvey Thorpe), Tido Fedderson (Restaurant Patron)

## Millionaire Nancy Pearson
- Prima televisiva: 15 dicembre 1959

### Trama
- Interpreti: Gordon Gebert (Messenger), Darryl Hickman (Johnny Pearson), Connie Hines (Nancy Pearson), Robert O'Connor (Messenger), Abigail Shelton (Norma)

## Millionaire Jackson Greene
- Prima televisiva: 22 dicembre 1959

### Trama
- Interpreti: Patricia George (ragazza), Joanna Moore (Peggy Carlisle), Dick Patterson (Ahmed), Adam Williams (Jackson Greene), Tido Fedderson (Citizens Committee Member)

## Millionaire Timothy Mackail
- Prima televisiva: 29 dicembre 1959

### Trama
- Interpreti: William Boyett (tenente Decker), James Coburn (Lew Bennett), Suzanne Lloyd (Donna Blake), William Reynolds (Timothy Mackail)

## Millionaire Elizabeth Tander
- Prima televisiva: 5 gennaio 1960

### Trama
- Interpreti: June Dayton (Elizabeth Tander), Patrick O'Neal (David Stevens), Vaughn Taylor (Lucas)

## Millionaire Sylvia Merrick
- Prima televisiva: 12 gennaio 1960

### Trama
- Interpreti: Diane Brewster (Sylvia Merrick), Robert Griffin (dottor Matthews), Janet Lord (infermiera), Richard Lupino (Doug Whitfield), Wayne Rogers (Allan Merrick)

## Millionaire Whitney Ames
- Prima televisiva: 19 gennaio 1960

### Trama
- Interpreti: Elvia Allman (Mrs. Case), Frances Bergen (Eva Lewis Ames), Robert Paige (Whitney Ames), Anita Sands (Linda Ames), Julie Van Zandt (Model), Tido Fedderson (Shopper)

## Millionaire Janie Harris
- Prima televisiva: 26 gennaio 1960

### Trama
- Interpreti: Sue England (Kitty), Mary Murphy (Janie Harris), Paul Picerni, Jeff Richards, Jeffrey Stone (Jim English), Jean Willes

## Millionaire Margaret Stoneham
- Prima televisiva: 2 febbraio 1960

### Trama
- Interpreti: Francis De Sales (Myron Bradford), Jerry Doggett (rappresentante giuria), James Franciscus (Tom Doane), Mona Freeman (Margaret Stoneham), Florence Ravenel (Mrs. Tenney), Anatol Winogradoff (Wilbur Dreyer), Tido Fedderson (giurato)

## Millionaire Jerry Mitchell
- Prima televisiva: 9 febbraio 1960

### Trama
- Interpreti: Lisa Gaye (Carol Yates), George Grizzard (Jerry Mitchell), Betty Hanna (Mrs. Baker), Byron Morrow (Mr. Baker), Danni Sue Nolan (Linda Mitchell), Walter Reed (James Mitchell), Dan Tobin (dottor Alan Mitchell), Tido Fedderson (Dinner Club Patron)

## Millionaire Sandy Newell
- Prima televisiva: 16 febbraio 1960

### Trama
- Interpreti: Jack Chefe (cameriere), Susan Dorn (Kaye), Robert Easton (Florida Gates), Willard Sage (Ralph Hansen), Mary Webster (Ellen), Dick York (Sandy Newell), Tido Fedderson (avventore del ristorante)

## Millionaire Larry Maxwell
- Prima televisiva: 1º marzo 1960

### Trama
- Interpreti: Patricia Barry (Connie Maxwell), Don Drysdale (Eddie Cano), Fred Haney (se stesso), Larry Pennell (Larry Maxwell), Janet Stewart (Miss Robinson)

## Millionaire Karen Summers
- Prima televisiva: 8 marzo 1960

### Trama
- Interpreti: Joanna Barnes (Karen Summers), Gertrude Flynn (Martha Chambers), Monica Keating (Woman on Cruise), Ed Kemmer (Paul Torrance), Monty Margetts (Annabelle Kramer), Tido Fedderson (Cruise Passenger)

## Millionaire Jessica March
- Prima televisiva: 15 marzo 1960

### Trama
- Interpreti: Rachel Ames (Jessica March), Sam Flint (giudice), Frank Maxwell (Hackett), Gregg Palmer (Johnson)

## Millionaire Julie Sherman
- Prima televisiva: 22 marzo 1960

### Trama
- Interpreti: Barbara Lawson (Julie Sherman), Alex Gerry (Mr. Webster), Jack Larson (Buzz), Robert Gibbons (Apartment Manager), Dennis Hopper (Adam Spencer), Tido Fedderson (Art Gallery Patron)

## Millionaire Tony Rogers
- Prima televisiva: 29 marzo 1960

### Trama
- Interpreti: Joe Cronin (Tony Rogers), Jean Ingram (Diane), Stubby Kaye (zio George)

## Millionaire Susan Johnson
- Prima televisiva: 5 aprile 1960

### Trama
- Interpreti: John Ashley (Ken Clarkson), Ann Doran (Mrs. Johnson), Sherry Jackson (Susan Johnson), Frank Jenks (Martin Fletcher), Sheila James Kuehl (Betty), Tido Fedderson (Honeymoon Bride)

## Millionaire Nancy Cortez
- Prima televisiva: 12 aprile 1960

### Trama
- Interpreti: Whitney Blake (Nancy Cortez), Rafael López (Jose), Louis Merrill (Martez), Gustavo Rojo (Cortez), Joseph Sanchez (Fernando)

## Millionaire Katherine Boland
- Prima televisiva: 19 aprile 1960

### Trama
- Interpreti: Jerome Cowan (Max Goodson), Agnes Moorehead (Katherine Boland), Bob Newkirk (Tom Smith), Tuesday Weld (Beth Boland)

## Millionaire Mara Robinson
- Prima televisiva: 26 aprile 1960

### Trama
- Interpreti: Isobel Elsom (Mrs. Buckley), Rick Jason (Buckley), Debra Paget (Mara Robinson)

## Millionaire Dixon Cooper
- Prima televisiva: 3 maggio 1960

### Trama
- Interpreti: Johnny Bangert (Tommy Miller), Virginia Gibson (Barbara Miller), Russell Pennell (Bobby Miller), Marjorie Reynolds (madre), Dick Sargent (Dixon Cooper)

## Millionaire Vance Ludlow
- Prima televisiva: 10 maggio 1960

### Trama
- Interpreti: Louise Fletcher (Holly), William A. Forester (Charles), Jock Mahoney (Vance Ludlow), Mary Tyler Moore (Linda), Barbara Woodell (Mary)

## Millionaire Peter Longman
- Prima televisiva: 24 maggio 1960

### Trama
- Interpreti: Susan Cummings (Ginny Hendricks), Paul Dubov (Carlo Abruzzi), Robert Harland (Pete Longman), Emile Meyer (tenente Peyser), Harlan Warde (Police Detective), Tido Fedderson (Rosa Minelli)

## Millionaire Maggie Dalton
- Prima televisiva: 31 maggio 1960

### Trama
- Interpreti: Joan Camden (Maggie Dalton), Natalie Masters (Helen), Ron Randell (Georges Sorel), Roger Til (Pierre), Dick Wilson (Sullvian), Tido Fedderson (Empire State Bldg. Sightseer)

## Millionaire Patricia Collins
- Prima televisiva: 7 giugno 1960

### Trama
- Interpreti: Mark Miller (Alan Duncan), Joan Vohs (Patricia Collins)